# Anschläge pro Minute
Anschläge pro Minute drückt eine einheitliche Leistungserhebung im Tastschreiben aus. In der Regel wird die Schreibleistung mithilfe einer 10-Minuten-Abschrift ausgewertet. Dabei zählt auch das Anschlagen der Umschalttaste und jeder anderen Taste mit, zum Beispiel Akzente bei französischen Texten. Eine Zählweise, die nur die faktisch geschriebenen Buchstaben berücksichtigt, unabhängig davon, wie sie zustande gekommen sind, wird neuerdings bei Weltmeisterschaften angewendet, es werden dann „Zeichen pro Minute“ ausgezählt.
Anschläge pro Minute (APM oder cpm, characters per minute) kann durch Division durch fünf in Wörter pro Minute (wpm, words per minute) umgerechnet werden. So entsprechen 200 Anschläge pro Minute (cpm) dann 40 Wörtern pro Minute (wpm).
Die erreichbare Schreibgeschwindigkeit ist von der Trainingszeit sowie der persönlichen Prädisposition abhängig. Geübte Zehnfingerschreiber erreichen bei einem 10-Minuten-Test 200 bis 400 Anschläge pro Minute (40 bis 80 wpm). Ein weiterer Geschwindigkeitszuwachs kann durch Einsatz von Tastaturkürzeln erreicht werden, sodass auf internationalen Wettbewerben derzeit regelmäßig 900 Anschläge pro Minute (180 wpm) erreicht werden.
Bei den Deutschen Meisterschaften 2010 wurden im Tastschreiben (10-Minuten-Perfektion) fehlerfrei 5.427 Anschläge erreicht. Das sind 542 Anschläge pro Minute. Im Tastschreiben (30-Minuten-Schnellschreiben) wurden 15.289 Anschläge bei acht Fehlern erreicht. Das sind 510 Anschläge pro Minute. Helena Matoušková, aktuelle Weltrekordhalterin aus Prag, hat bei den Weltmeisterschaften 2003 in Rom den ersten Platz im Maschinenschreiben (30-Minuten-Schnellschreiben, 27.853 Anschläge, 0,03 % Fehler) mit 955 Anschlägen pro Minute erreicht.
Bei Weltmeisterschaften wird für gewöhnlich in der eigenen Landessprache geschrieben, weshalb die Teilnehmer unterschiedliche Texte erhalten. Bei den Online-Weltmeisterschaften 2020 wurden in 10 Minuten international 7801 Anschläge bei drei Fehlern von Celal Aşkın in türkischer Sprache und damit der erste Platz erreicht. Schnellster Schreiber auf Deutsch war Peter Abel mit 6648 Anschlägen und erreichte damit Platz 14.